# Universiteit van Arizona
De Universiteit van Arizona (University of Arizona, vaak afgekort tot UA en U of A) is een openbare universiteit gelegen bij de stad Tucson in de Amerikaanse staat Arizona. Het is de oudste universiteit in de staat Arizona, en omvat de enige medische faculteit in Arizona die M.D.-graden verleent. In 2006 studeerden er 36.805 studenten aan de universiteit.

## Geschiedenis

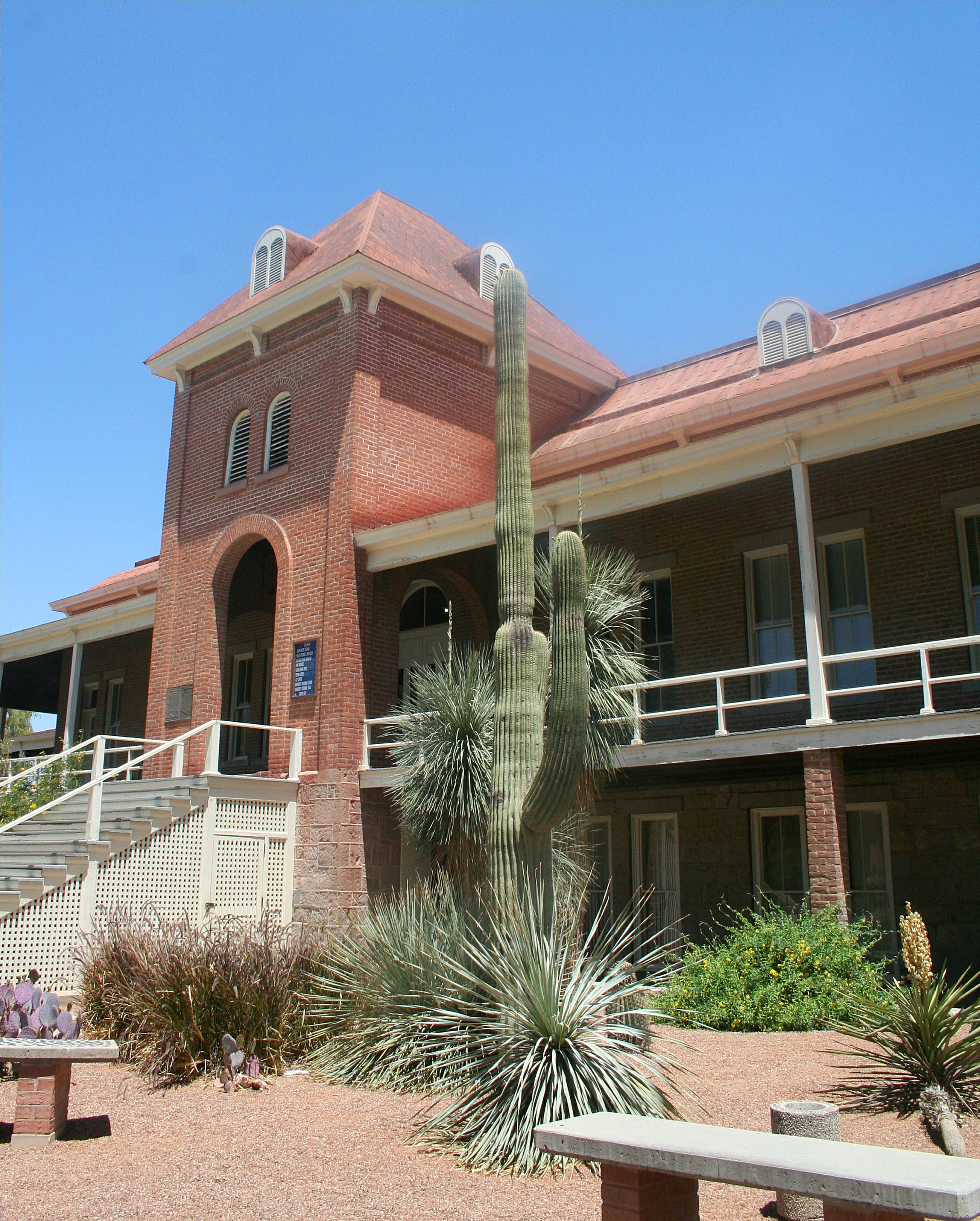
Old Main, het oudste gebouw op de campus van de universiteit

De Universiteit van Arizona werd opgericht in 1885 na goedkeuring door de dertiende wetgevende vergadering van het territorium Arizona. Voor de oprichting werd 25.000 dollar beschikbaar gesteld. Het vinden van een geschikt stuk land bleek echter lastig. Uiteindelijk besloten twee gokkers en een salooneigenaar het land voor de school te schenken. In 1891 gingen de eerste 32 studenten naar de universiteit. Het eerste gebouw dat werd gebouwd was Old Main, dat vandaag de dag nog steeds in gebruik is.

## Organisatie
Net als haar twee zusteruniversiteiten, de Staatsuniversiteit van Arizona en de Northern Arizona University, wordt de Universiteit van Arizona bestuurd door de Arizona Board of Regents. Dit bestuur telt 12 leden, van wie twee studenten.
De dagelijkse leiding van de universiteit is in handen van een president. De huidige president van de universiteit is Robert N. Shelton.
De universiteit biedt 334 studierichtingen op master-, bachelor-, doctoraats- en professioneel niveau. De academische departementen zijn onderverdeeld in verschillende scholen en colleges. Een aantal van de bekendste academische programma’s op de universiteit zijn optische wetenschappen, astronomie, astrofysica, planetologie, hydrologie, aardwetenschappen, hydrogeologie, filosofie, sociologie, bouwkunde, techniek en antropologie.

## Sport
Zoals op veel grote universiteiten, is sport ook op de Universiteit van Arizona een belangrijke activiteit. De sportteams van de universiteit staan bekend als de Arizona Wildcats. De universiteit heeft onder andere teams op het gebied van basketbal, American football, honkbal, softbal, golf en lacrosse.

## Bekende alumni
| Golfers - Alejandro Cañizares, 2003-2006 - Paul Casey, 1999-2000 - Jim Furyk - Nathalie Gulbis - Benjamin Alvarado Holley, 2006-2007 - Per-Ulrik Johansson - Niklas Lemke, 2005-2007 - Billy Mayfair, 1986-1987 - Phil Mickelson, 1990-1992 - Azahara Muñoz - Chez Reavie, 2000-2004 - Rory Sabbatini - Annika Sörenstam | Basketballers - Gilbert Arenas - Mike Bibby - Derrick Williams Zwemmers - Amanda Beard - Amy Van Dyken - Ryk Neethling | Natuurkundigen - Nico Bloembergen - Willis Lamb Astronomen - Gerard Kuiper - Clifford Stoll | Anders - Michael Everson, taalkundige - Barry Goldwater, politicus - Karen Hancock, auteur - Jason Nevins, musicus - Richard Russo, schrijver - Paul Schoenfield, pianist - Vernon L. Smith, econoom - Brian Scott Wilson, dirigent |